# Ontstaan van Brussel

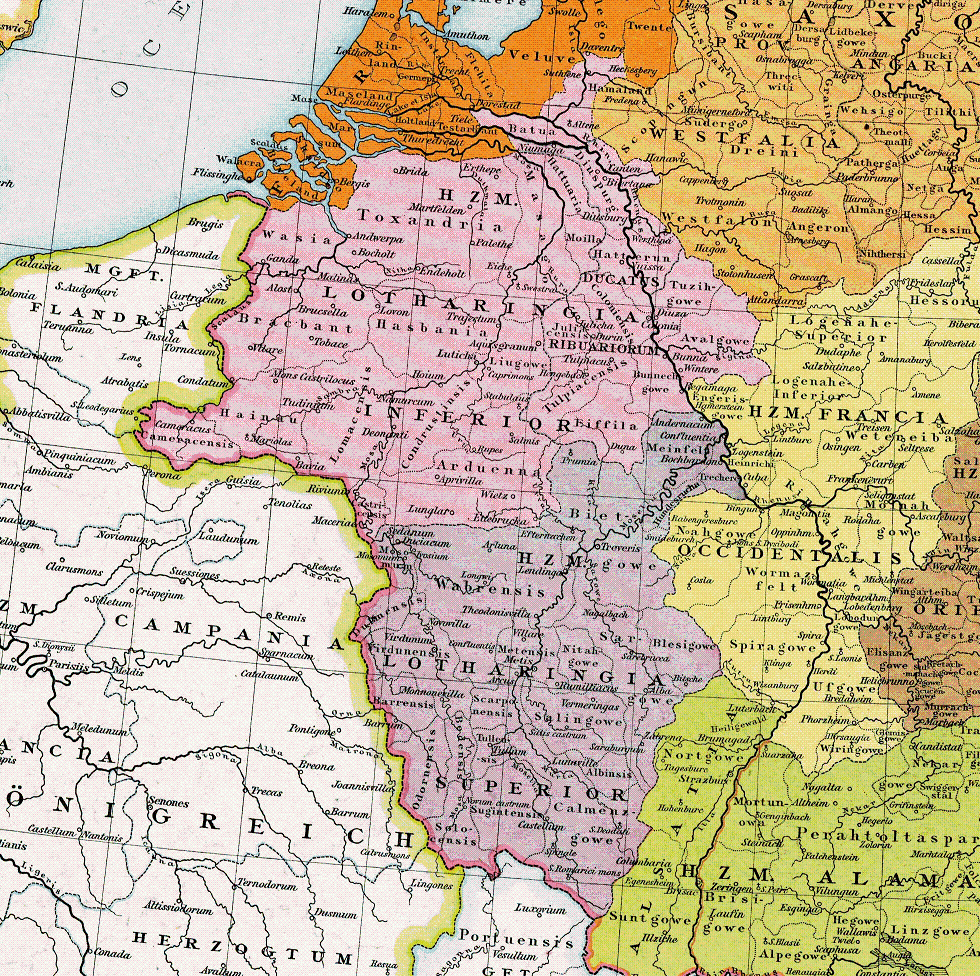
Het Heilig Roomse hertogdom Neder-Lotharingen ca. 1000

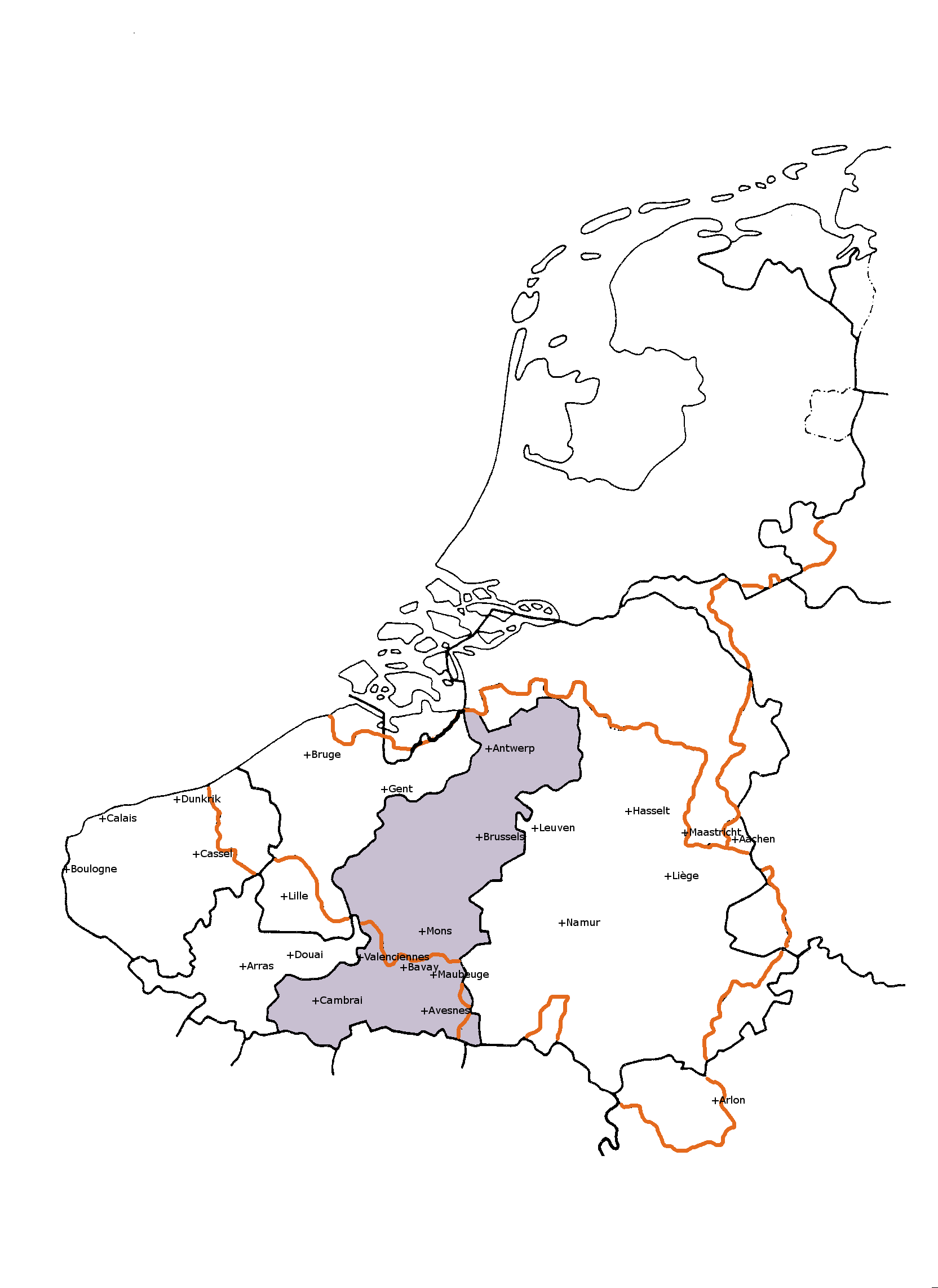
Ligging van Brussel in het oude bisdom Kamerijk

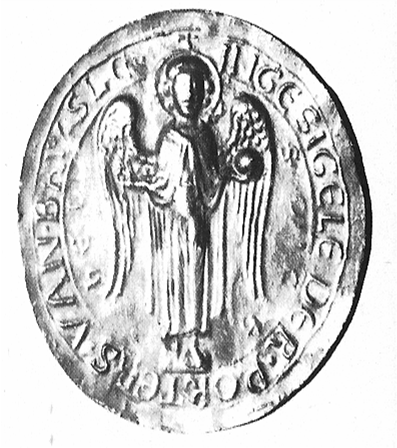
De oudste vermelding van een Brussels stadszegel dateert uit 1231, vlak na de eerste stadskeure. Dit exemplaar uit 1257 is het oudst bewaarde. Het draagt een Middelnederlands randschrift: INGESIGELE · DER · PORTERS · VAN · BRUSLE

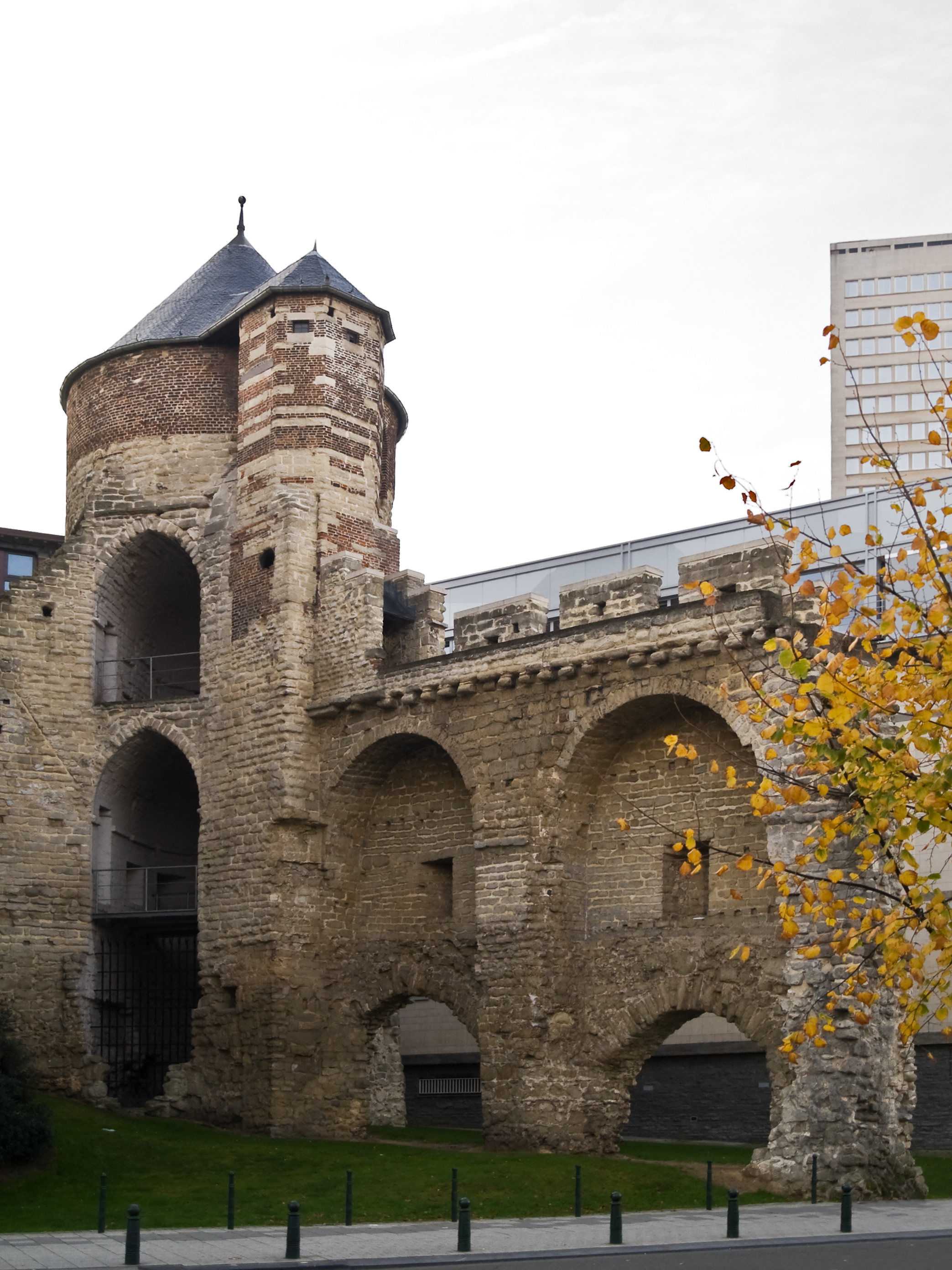
De Anneessenstoren en een deel van de vroeg-13e-eeuwse stadsomwalling (de rondbogen onderaan zijn niet langer door aarden wallen bedekt)

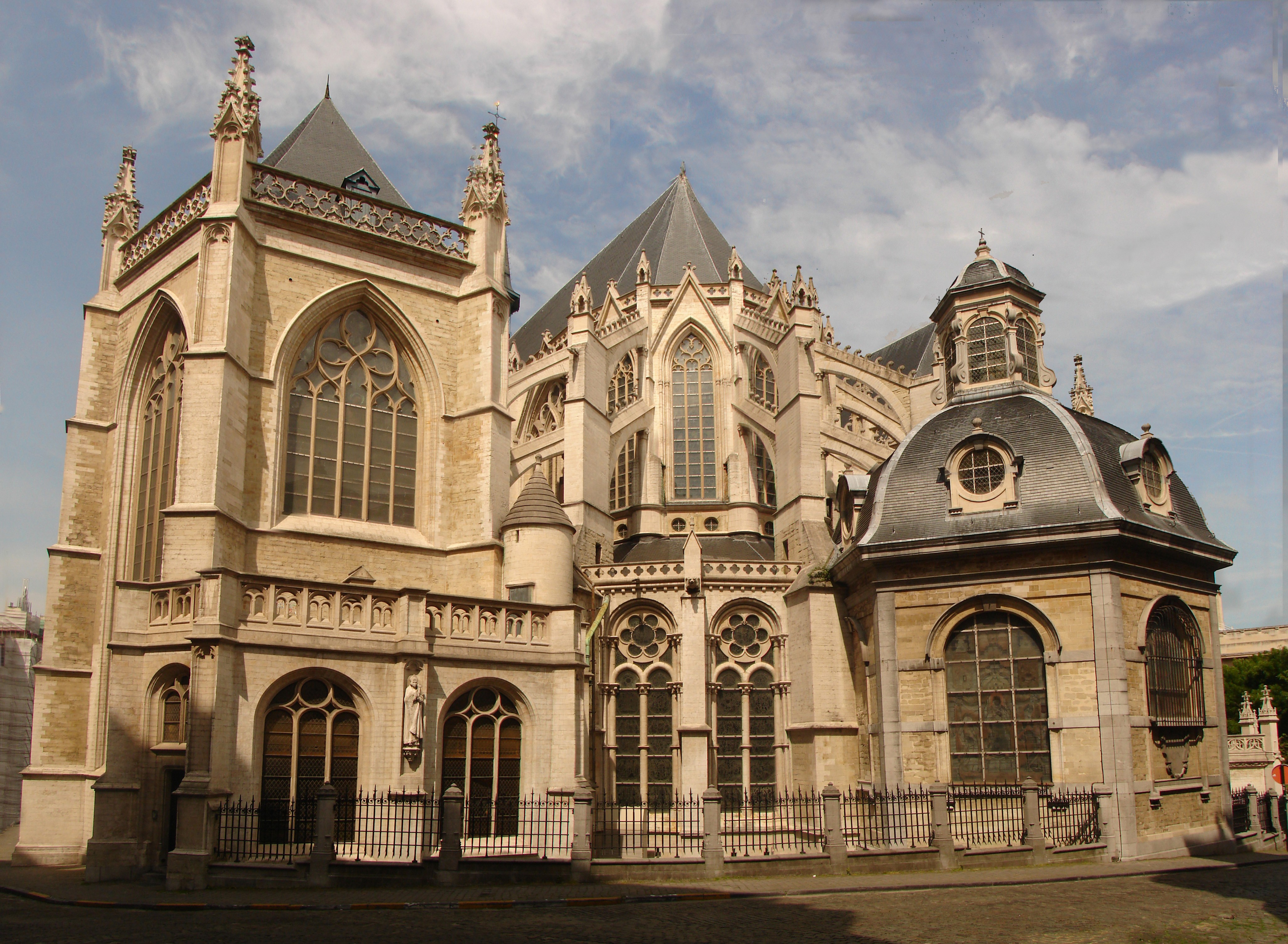
Romaanse delen in het koor van de kathedraal (1226)

Brussel is ontstaan als een verzameling landbouwgehuchten bij een moerassig gebied aan de Zenne. De drassige grond is pas laat in cultuur gebracht. In de 11e eeuw kwam er een haven en werd Brussel een handelshub voor de oplevende landbouw in de omgeving. Dit trok adellijke heren aan, die zich vestigden op de Koudenberg. Ze stimuleerden de ontluikende centrumfunctie, onder meer door een stelsel watermolens aan te leggen bij de haven.

## Etymologie
Er bestaat nagenoeg consensus over de betekenis van het toponiem "Brussel", afgeleid van de Nederfrankische woorden bruoc (broek, moeras) en sele (woning, verblijf). Daaruit kan niet zonder meer worden afgeleid dat de stad ook midden ín het moeras is ontstaan, al wordt minstens een zekere nabijheid ervan uiteraard verondersteld.

## Situering
De meanderende Zenne vormde te Brussel drie eilanden en voegde zich daarna terug samen. De oostflank van de vallei is steil en werd doorsneden door beken die zich langs de rechteroever naar beneden stortten in de Zenne. Vanuit Brussel kon de scheepvaart via de Dijle en de Rupel de Schelde bereiken. Met platte barken was de rivier ook stroomopwaarts bevaarbaar.
Bestuurlijk lag het prille Brussel in het hertogdom Neder-Lotharingen, meer bepaald in de Brabantgouw, waarvan de rechtspraak verzekerd werd door de schepenbank van Ukkel (eerste vermelding in de 11e eeuw). Religieus maakte Brussel deel uit van het bisdom Kamerijk en dit tot de bisdomhervorming van 1559. De Brusselse omgeving was een perifere regio, behoorlijk ver van de grote steden (Doornik, Gent) en machtige abdijen (Sint-Gertrudis in Nijvel, Sint-Baafs in Gent en Sint-Trudo in Sint-Truiden). De afstand tot deze centra van schriftproductie verklaart de schaarsheid aan bronnen over de vroege stadsgroei. Het had ook gevolgen voor de feodale structuur van de streek, die rond de millenniumwisseling gedomineerd werd door kleine, wereldlijke domeinen.
De grond rond Brussel is deel van de leemplateaus die tot de vruchtbaarste streken van Europa behoren. Hij is doorspekt met zanderige plekken en met vochtige gronden die bijzonder geschikt zijn voor veeteelt. Rond de millenniumwisseling kwam de grote ontginning op gang en ging men bossen rooien. Er kwam een gediversifieerde landbouw tot stand en de bevolking begon toe te nemen. Ze deed vooral aan graanbouw (overwegend rogge) en veeteelt (runderen een groot deel van het jaar op stal; schapen en varkens in open lucht).

## Ontwikkeling tot stad
Brussel is ontstaan uit verschillende prestedelijke kernen, waarvan de onderlinge chronologie nog niet is uitgemaakt. Er was het eigenlijke Broekzele aan de Zenne, waarschijnlijk van secundair belang en vooral toegewijd aan runderteelt. Op de nabij gelegen Koudenberg bevond zich een andere nederzetting, af te leiden uit een morfologische analyse die een dries herkent rond een ovale meent. Dit werd al vroeg een zetel van vorstelijke macht. Tussenin lagen andere kernen op de hoge gronden van de oostelijke valleiflank (Treurenberg en Oud Korenhuis). Potscherven uit de tiende eeuw getuigen van een verspreide bewoning, typisch voor de hoge middeleeuwen. In dit vroegstedelijke Brussel werd aan landbouw en kleinschalige handel gedaan. Verzegelde lagen donkere aarde wijzen op graven, ploegen, bemesten en afvalstorten (11e-13e eeuw). Er waren velden, weiden, steengroeven en bodemwinningsputten.
Een van de alleroudste teksten waarin Brussel figureert, geeft aan dat toen al groenten werden geteeld. In het heiligenleven van Veronus van Lembeek, geschreven door Olbert van Gembloers rond 1015-1020, is sprake van een meisje dat door God gestraft is voor het oogsten van haar moestuin op zondag. Ze trekt naar Lembeek om genezing te verkrijgen van Veronus en passeert onderweg in een portus genaamd Brosella. Meteen is dus ook het bestaan van een haven aangetoond, tenzij het woord portus gebruikt wordt in de betekenis van handelsnederzetting.
Een belangrijk gegeven is de vondst van munten met het opschrift Brocsa en Bruocsella. De oudste munten, gesitueerd in de eerste decennia van de elfde eeuw, zijn wellicht het werk van een rondreizend atelier. Een exemplaar uit 1073 wijst eerder in de richting van een gevestigde muntslagerij.
Dat de stadsbevolking in het midden van de elfde eeuw al flink was aangegroeid, toont een document uit de Abdij van Lobbes. In 1060 droegen de monniken hun patroonheilige Ursmarus in processie door Vlaanderen en veroorzaakten ze op de terugweg in Brussel een volkstoeloop. Het heiligenleven van Guido van Anderlecht verraadt de eerste spanningen tussen stad en platteland. Het verhaalt hoe Guido, een eerbare koster uit het landelijke Laken, wordt omgepraat door een Brusselse koopman om zijn dorp te verlaten en handel te gaan drijven op de Zenne. Later ziet hij het heilloze van deze weg in.
Het statuut van stedelijke vrijheid bekwam Brussel aan het eind van de 11e of in het begin van de 12e eeuw. Binnen deze Kuip van Brussel waren de Brusselse costumen van toepassing. Logisch genoeg volgde dit kort op de komst van de graven van Leuven. Het Huis Leuven had zijn machtsbasis in Haspengouw. Zonder bezittingen in het Brusselse moesten de graven omzichtig te werk gaan. Begin 11e eeuw hadden ze voet aan de grond gekregen in Asse, een oud centrum van de Brabantgouw. Eind 11e eeuw installeerden ze vlak bij de Abdij van Affligem. Eerder had Lambert II Balderik het kapittel van Sint-Goedele gesticht in de Sint-Michielskerk. De religieuze stichtingen hielpen de grafelijke macht het gebied te organiseren. Ook de machtige Sint-Gertrudisabdij van Nijvel was al vroeg in de stad aanwezig.
Geleidelijk voltrok zich onder impuls van de graven een herinrichting van de Brusselse regio volgens een schema stad-platteland. Beiden groeiden in tandem. Het omliggende platteland was in volle expansie. De ontginning gebeurde zowel door lokale aristocraten als door kloosters (vrouwenabdij van Vorst gesticht in 1105). Op de vruchtbare gronden in de omtrek groeiden grote landbouwdorpen: Laken, Ukkel, Molenbeek. Het surplus van de agrarische en artisanale productie vond zijn weg naar het nieuwe centrum, dankzij ingrepen als een haven, een markt en een reeks watermolens op het Sint-Gorikseiland (1080-1150). De bijzondere hydrografie van Brussel verraadt intensief menselijk ingrijpen. De natuurlijke loop van beken en rivieren werd verlegd in functie van economische activiteiten. Ook werden dijken aangelegd en Zennearmen rechtgetrokken.
Een zeldzaam vroege inkijk op de exportfunctie biedt de moeilijk dateerbare notitie van Sint-Pieters-Leeuw. Angela, een adellijke vrouw uit Brabant, schenkt bij testament een allodium aan de Sint-Pieterskerk van Keulen. De tekst legt uit hoe de horigen graan naar de Zennebrug in Brussel moeten dragen om te verschepen naar Keulen.
In de twaalfde eeuw ontstond een handelsroute van Brugge over Gent naar Keulen. Brussel profiteerde van zijn ligging op deze verbindingsweg en onderhield commerciële contacten met Vlaanderen en het Rijnland. De portus rond Sint-Goriks breidde zich uit richting Sint-Niklaas, waar een gasthuis en een marktplaats werden geconstrueerd. Tegelijk bleef de primaire sector belangrijk en werden bijvoorbeeld viskweekvijvers aangelegd. Uit de schapenteelt op vochtige gronden groeide een lakennijverheid, die in de 13e eeuw een hoge vlucht zou nemen en van Brussel een internationale textielstad maken.
Vanaf die eeuw was Brussel een belangrijk politiek, industrieel en kerkelijk centrum. De stad kreeg een stenen omwalling en in 1229 een eerste stadskeur.

## Bestuurlijke context
Bij zijn ontstaan lag Brussel in het hertogdom Neder-Lotharingen, meer bepaald in de Brabantgouw, waarvan de rechtspraak verzekerd werd door de schepenbank van Ukkel (eerste vermelding in de 11e eeuw). Het verdrag van Meerssen (870) leert ons dat de Brabantgouw bestond uit vier deelgraafschappen. Het graafschap waartoe Brussel behoorde, was het enige van de vier dat later deel zou uitmaken van het hertogdom Brabant. Keizer Otto II beleende Neder-Lotharingen in 977 aan Karel van Frankrijk, die het graafschap waarin Brussel lag als bruidsschat meegaf aan zijn dochter Gerberga, ter gelegenheid van haar huwelijk met Lambert I met de baard (ca. 1005). Hierdoor kwam Brussel in handen van de graven van Leuven.
Een bron uit het laatste kwart van de 11e eeuw heeft het over Henricus senior de Bruxella. Deze associatie van graaf Hendrik III van Leuven met Brussel wijst erop dat zijn aanwezigheid in de stad meer dan episodisch was. Het grafelijk verblijf (manerium) op de Koudenberg was echter niet versterkt, in tegenstelling tot een ander gebouw ernaast, het castrum castellani. Dit kasteel werd bewoond door de burggraven van Brussel, die verwant waren aan de machtige geslacht van Aa/Anderlecht. Dit wijst erop dat de graven van Leuven omzichtig tewerk zijn gegaan en een vorm van machtsdeling met de lokale aristocratie hebben aanvaard. Hun aanspraken op Brussel waren dan ook beperkt en het grafelijk domein was er gering in omvang.
De graaf en de kastelein waren ingebed in een feodale structuur, gedomineerd door de families van Grimbergen-Berthout, Anderlecht-Aa-Bruxella, Kraainem en Wolvertem-Zottegem. Op de Grimbergse oorlogen na verliep de integratie van het Huis Leuven zonder geweld. Ten vroegste in de tweede helft van de 11e eeuw en zeker in de 12e eeuw werd Brussel een centrum van vorstelijke macht. Een signaal is het opduiken in het begin van de 12e eeuw van een eerste ministeriaal (behorend tot de familie Clutinc, wiens domeinen binnen en buiten de stad lagen). Een hogere ambtenaar van de graaf was de amman, die aan belang won naarmate de kastelein naar het achterplan verdween. Ten laatste vanaf 1154 had Brussel een eigen schepenbank. Uit datzelfde jaar dateert het eerste stadszegel met Sint-Michiel (Sigillum Sancti Michaëlis).

## Religieuze context
In 1073 wordt de Sint-Michielscollegiale voor het eerst vermeld als ecclesia Borsellensi (kerk van Brussel). Rond 1050 hadden Lambert II van Leuven en zijn echtgenote Oda van Verdun er een kapittel geïnstalleerd. In 1174 werd haar statuut van hoofdkerk erkend door drie bullen van paus Alexander III en in 1201 door de hertog. Toch betekent dit niet dat ze de oudste kerk van de stad is. Andere moederkerken waren Sint-Jacob op de Koudenberg (met gasthuis) en Sint-Goriks. Iets later volgen de Sint-Niklaaskerk (met gasthuis) en de Kapellekerk (1134, met een proosdij van de Heilig-Grafabdij van Kamerijk). De linker Zenne-oever behoorde tot de parochie van de Sint-Jan-de-Doperkerk (Molenbeek). Na de aanleg van de eerste versterkingen stichtte ze intra muros een kapel, de latere Sint-Katelijnekerk.

## Rol van Karel van Neder-Lotharingen

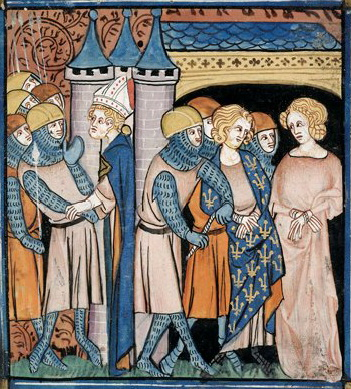
Gevangenname van Karel van Neder-Lotharingen in 991 (miniatuur uit 1332-50)

Volgens de klassieke, intussen verlaten opvatting is Brussel gesticht door Karel van Neder-Lotharingen, die een castrum kwam vestigen op een eiland in de Zenne. Deze jongste zoon van de Franse koning Lodewijk IV had zich bij de dood van zijn vader in 954 uitgesloten gezien van de troonopvolging, tegen de traditionele erfregels in. Zijn broer Lotharius werd de enige nieuwe koning. De broers deden pogingen om Lotharingen te heroveren op de keizer zodat Karel er hertog kon worden, doch zonder succes. In 977 probeerde Karel de erfopvolging van zijn broer te saboteren door koningin Emma te beschuldigen van overspel met de bisschop van Laon. Een synode sprak haar vrij en Karel werd uit het Franse hof verjaagd. Hij zocht zijn toevlucht bij keizer Otto II, die hem hertog van Neder-Lotharingen maakte. Koning Lotharius was beledigd en trok ten oorlog tegen keizer Otto en Karel. Hij nam Aken in maar kon hen niet gevangen nemen. Het volgende jaar deden Otto en Karel een tegenaanval. Ze veroverden onder meer Reims en lieten Karel in Laon tot koning uitroepen door bisschop Diederik van Metz. Hun onderneming mislukte uiteindelijk omdat Lotharius de steun kreeg van de machtige graaf van Parijs, Hugo Capet. Tevergeefs belegerden ze hem in zijn thuisstad (979). Lotharius stierf in 986 en zijn zoon Lodewijk V in 987, waardoor Karel plots opnieuw in eerste lijn stond voor de Franse troon. De groten van het Frankische rijk kozen er echter voor een einde te maken aan de Karolingische dynastie: op een vergadering in Senlis maakten ze Hugo Capet koning. Karel nam opnieuw de wapens op en kon nog bijna de situatie in zijn voordeel keren, maar door een verraderlijke list van Adalbero van Laon werd hij overmeesterd en opgesloten in Orléans (991). Zijn grafsteen is in 1666 teruggevonden in de Sint-Servaasbasiliek van Maastricht.
Het optreden van Karel in Brussel is in eerste instantie gebaseerd op het vita van de heilige Goedele. De tekst bestaat in drie versies, waarvan de oudste enkel nog in citaten is overgeleverd. De tweede versie wordt in het begin van de twaalfde eeuw gesitueerd. Ze verhaalt hoe Karel omstreeks 985 het lichaam van de heilige overbracht van de abdij van Moorsel naar Sint-Gorik in Brussel. Alleen had het kapittel van Sint-Goedele dat de teksten schreef motieven om de Sint Goriks in een kwaad daglicht te stellen. In dezelfde periode produceerden de kanunniken ook een falsum over de stichting van hun kapittel.
Een eeuw later nam Jan van Boendale de draad terug op in zijn Brabantsche Yeesten (1316). Aan het begiftigen van de Sint-Gorikskerk door Karel van Neder-Lotharingen wist hij niet alleen toe te voegen dat Karel de kerk ook opgericht had, maar ook dat ze een hertogelijke kapel was geweest bij zijn Brusselse residentie. Karel had er dus verbleven. De Yeesten geven blijk van Boendale's agenda om de continuïteit tussen het stedelijke en het dynastieke belang aan te tonen. Dankzij de Brusselse woninghe van Karel, een illustere voorganger van de hertogen van Brabant, schonk hij de stad een waardige traditie als vorstelijke residentie. De passage is geschreven in een periode waarin hertog Jan III onder voogdij stond van de Brabantse steden. Hij zette het Huis Brabant neer als de legitieme opvolgers van de hertogen van Lotharingen, die volgens Boendale ook in Brabant waren geboren en er plachten te wonen:

Ende om dat ghijt te bat weten sout
Wie die name te rechte behout,
Soe screef men mede van Brabant;
Oec heeft van Brabant tlant
Van Lothrike altoes gheweest
Dat vorste, alsoe men leest,
Ende daer die princen hier te voren
Van beghinne uut sijn gheboren,
Ende daer si ooc te wonen plaghen.
Karle oec, in sinen daghen,
Die hertoghe was van Lothrike,
Ende die sterf soe jammerlike,
Dede te Brusele maken binnen,
Tusschen twee armen van der Sinnen,
Sine woninghe, alsoe men weet,
Dat nu tsinte Gurijcs heet:
Dat was sine capelle, die hi dede maken.
Dus mach men, bi vele saken,
Merken ende verstaen, claerlike,
Dat die gherechte name van Lothrike
Den hertoghen van Brabant toebehoert.
Hier mede latic dese woert
— Brabantsche Yeesten, IV:12, 1030-1053

In 1445 was Karels residentie op het Sint-Gorikseiland onder de pen van de hertogelijk secretaris Emond de Dynter al uitgegroeid tot een hoofdverblijf. Petrus a Thymo sprak van een voorouderlijk paleis (palatium proavorum suorum). Geschiedschrijver Jean-Baptiste Gramaye was de eerste die er een burcht van maakte, onder aanhaling van een verdwenen gedicht van Reynerus de Wael.
De mediëvisten van Brussel hebben deze versie tot ver in de 20e eeuw aanvaard. Onder de ontstaansgeschiedenissen uit de kronieken is ze alleszins de minst fantaisistische. Het is een feit dat Brussel in het hertogdom lag dat in 977 voor Karel gecreëerd was. Alleen hebben archeologische opgravingen geen sporen gevonden van een versterking rond Sint-Goriks. Verdedigers van de klassieke theorie werpen tegen dat dit ook niet verwacht mag worden van een legerkamp uit die tijd, dat misschien enkel uit aarden wallen en houten palissades bestond en al eind elfde eeuw of begin twaalfde eeuw zou zijn ingeruild voor een kasteel op de Koudenberg. Maar ook de oude cartografie laat op die plek geen tracé van oude versterkingen zien. Het valt voorts moeilijk te begrijpen waarom de Karel de voorname steden in zijn hertogdom links zou laten liggen voor een legerkamp in een boerengehucht. Moderne historici spreken daarom hoogstens nog in voorwaardelijke termen over de aanwezigheid van Karel in Brussel. De notie dat een burcht de gangmaker van de stedelijke ontwikkeling zou zijn geweest, wordt afgedaan als romantische naïviteit.

## Millenniumviering van 1979
In 1979 is met de nodige luister het duizendjarig bestaan van Brussel gevierd. Dit gebeurde in een communautair geladen atmosfeer. Een tentoonstelling in het Paleis der Academiën beriep zich op de stichting door "Charles de France" om haar titel te rechtvaardigen: Bruxelles... 1000 ans de rayonnement de la culture française. Zelfs de bij de festiviteiten betrokken historici gaven toe dat 979 hoogstens een aannemelijke stichtingsdatum was en dat de keuze voor dat jaar mee was ingegeven door marketingoverwegingen. In werkelijkheid is Brussel uit meerdere kernen gegroeid en dus zeker geen gestichte stad.

## Voetnoten
1. ↑  Ernst Förstemann (red.), Altdeutsches Namenbuch, vol. II, Bonn, 1913, kol. 582-583
2. ↑  Voor het Groot Eiland, zie Sint-Goriksplein.
3. ↑  Paul Bonenfant, "Une capitale au berceau: Bruxelles", in: Annales. Économies, Sociétés, Civilisations, 1949, vol. 4, nr. 3, blz. 298-310
4. ↑  Paulo Charruadas, Bram Vannieuwenhuyze, Yannick Devos en Lucas Vrydaghs, "The medieval territory of Brussels: A dynamic landscape of urbanisation", in: E.B. Guttmann-Bond en S.J. Kluiving, Landscape archaeology between art and science. From a multi- to an interdisciplinary approach, Amsterdam University Press, 2015, blz. 223-238
5. ↑  Olbert van Gembloers, De Sancto Verono Lembecae et montibus Hannoniae in: Joannes Bollandus e.a. (red.), Acta Sanctorum Martii, vol. 3, 1865, blz. 846: quaedam illuc puella a portu, Brosella dicto, advenerat.
6. ↑  Bram Vannieuwenhuyze, Brussel, de ontwikkeling van een middeleeuwse stedelijke ruimte, Proefschrift Geschiedenis, Universiteit Gent, 2008, blz. 270-275
7. ↑  Miracula sancti Ursmari in itinere per Flandriam facta, MGH, SS, 15/2, O. Holder-Egger (red.), Hanover, 1888, blz. 841-842: iamque accelerando iter nostrum, redeundo venimus Bruxellam die octavo. Concurrente turba [...]
8. ↑  mercator de Bruxella, vicino castello (metonymie)
9. ↑  Vita Guidonis, ca. 1112
10. ↑  Ze bezat er stadium unum in Bruocsella, volgens een passage die ca. 1050 geïnterpoleerd werd in een oorkonde van Keizer Otto I uit 966. Het stadium uit de patrimoniale akte kan een stuk grond zijn of zelfs een overslagplaats. Tot de 18e eeuw zou de abdij een kleine heerlijkheid behouden aan de huidige Beurs.
11. ↑  Chloé Deligne, Bruxelles et sa rivière, Brepols, 2003, blz. 80
12. ↑  Per mansus zijn twee jaarcijnzen verschuldigd: naargelang het geval vier mudden tarwe, vijf mudden rogge of zes mudden haver (Duas angarias debent: in angaria si triticum est, IIIIor modios portant, si sigilo est, quinque, si avena, sex usque pontem Senne in Brosele, qui appelatur sancte Othele [Sint-Goedele?], mensuratus eadem mensura qua ipsi avena solvunt, et de ponte sublevatur asser unus, ut per pontem grana transfundatur in navim.) Deze passage wordt naargelang de auteur ergens tussen 1000 en 1100 gesitueerd.
13. ↑  Chièvres en Halle gingen naar het Graafschap Henegouwen en Biest groeide uit tot het Vlaamse Land van Aalst
14. ↑  Gesta Abbatum Gemblacensium 32, G.H. Pertz (ed.), Monumenta Germaniae Historica, Scriptores, VIII, Hannover, 1848, p. 537
15. ↑  Michel de Waha, "Bruxelles et le Coudenberg: des relations ambiguës", in: Le Palais du Coudenberg à Bruxelles. Du château médiéval au site archéologique, 2014, blz. 37, 40
16. ↑  In 1096 is reeds een burggraaf Franco vermeld in het cartularium van de abdij van Affligem. Vanaf de 14e eeuw is hun kasteel bekend als "Oude Borg".
17. ↑  Anne-Marie Paelinck, Les Clutinc. Histoire d’une famille patricienne bruxelloise du début du XIIe siècle à 1421, Licentiaatsthesis Geschiedenis, Université catholique de Louvain, 1969
18. ↑  Schepenen zijn voor het eerst vermeld in 1135 en waren ongetwijfeld al langer actief.
19. ↑  Volgens een vervalst document op 16 november 1047.
20. ↑  "Vitae sanctae Gudilae virginis" [= BHL 3684-3686], in: Jean Bollandus en Godefroid Henschenius (reds.), Acta Sanctorum Januarii, deel 1, Parijs, 1867, p. 513-530
21. ↑  Carolus vero dux pro nihilo ducens damna terrarum, felici commercio gaudet se celestem suscepisse thesaurum. Bruxellam venit, corpusque tuum, virgo clarissima, cum honore debito in ecclesiam sancti gaugerici intulit
22. ↑  Raymond van Uytven (red.), Geschiedenis van Brabant. Van het hertogdom tot heden, 2004, blz. 136
23. ↑  Chronica nobilissimorum ducum Lotharingiae et Brabantiae ac regnum Francorum: "Sane gloriosus dux iste Karolus, principale suum domicilium tenuit Bruxelle in palacio proavorum suorum, pro tunc sito inter duo brachia fluminis Senne prope ecclesiam sancti Gaugerici que tunc fuit capella ducis"
24. ↑  Bruxella cum suo comitatu, 1606. Voortgaand op Gramaye moet deze 15e-eeuwse poëet een Latijns dichtwerk geschreven hebben over het ontstaan van de stad: "Reynerus Scholarcha in Poemate de Initio Urbis".
25. ↑  Alexandre Henne, Alphonse Wauters, Guillaume Des Marez, Paul Bonenfant, Mina Martens.
26. ↑  Yves Cabuy en S. Degré, "Interventions place Saint-Géry. Structures médiévales et post-médiévales", in: Bulletin du Crédit Communal de Belgique, vol. 182, 1992, nr. 4, blz. 13-17
27. ↑  Michel de Waha, "Bruxelles et le Coudenberg: des relations ambiguës", in: Le Palais du Coudenberg à Bruxelles. Du château médiéval au site archéologique, 2014, blz. 41
28. ↑  Roel Jacobs, Een kleine geschiedenis van Brussel, 2004, blz. 12-13